# Warren Weir
Warren Weir (* Oktober 1989 in Trelawny) ist ein jamaikanischer Sprinter, der sich auf den 200-Meter-Lauf spezialisiert hat.

## Karriere
Weir begann seine Karriere im Hürdenlaufen, wo er sich 2008 für die Juniorenweltmeisterschaften in Bydgoszcz qualifizierte.
Erst 2011, nachdem er dem Racers Track Club beigetreten war und nun unter Glenn Mills trainierte, begann er bei internationalen Wettkämpfen über die 200-Meter-Distanz anzutreten: in Barcelona stellte er mit 20,43 s seine persönliche Bestleistung auf. Am 6. August war zum ersten Mal bei einem Diamond League Meeting eingeladen. Bei dem London Grand Prix kam er mit erneut 20,43 s hinter Walter Dix auf den zweiten Platz.
Im Jahr darauf konnte er seine Bestleistung weiter steigern, erst am 5. Mai in Kingston mit 20,21 s und wenige Tage später auf den Kayman-Inseln mit 20,13 s. Beim Adidas Grand Prix in New York verbesserte er sich weiter auf nun 20,08 s. Bei den jamaikanischen Olympia-Trials im Jahr 2012 lief er im 200-Meter-Halbfinale eine neue persönliche Bestzeit von 19,99 s, im Finale wurde er mit einer Zeit von 20,03 s Dritter hinter Usain Bolt und Yohan Blake, womit er sich für die Olympischen Spiele 2012 in London qualifizierte. In London erreichte er das Finale im 200-Meter-Lauf und gewann mit einer erneut verbesserten persönlichen Bestzeit von 19,84 s die Bronzemedaille. Auch dort musste er sich wieder nur seinen Landsleuten Usain Bolt und Yohan Blake geschlagen geben. Nach Olympia nahm er noch an den Diamond League Meetings in Lausanne, Zürich und Brüssel teil, wo er aber weder auf das Podest kam, noch unter 20 Sekunden laufen konnte. Nur mit der Jamaika-Staffel kam er in Zürich mit 38,19 s hinter den USA auf den zweiten Platz.

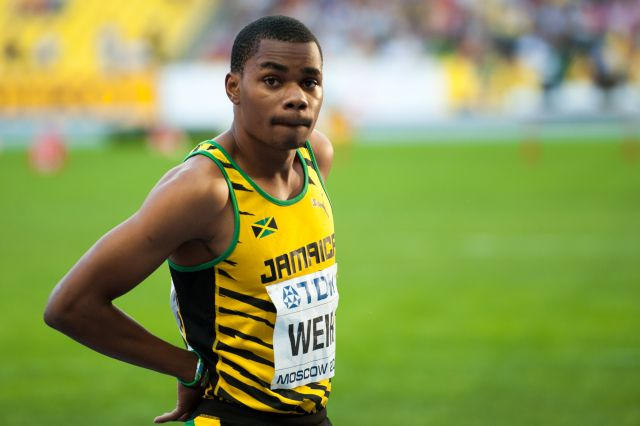
Weir bei den Weltmeisterschaften 2013

2013 begann er seine Saison bei den Camperdown Classics in Kingston mit dem für ihn ungewöhnlichen 400-Meter-Lauf. Er verbesserte seine Bestleistung auf 46,21 s und wurde Erster. In die internationale Saison startete er beim ebenfalls in der jamaikanischen Hauptstadt stattfindenden Invitational. Beim Meeting am 4. Mai musste er sich mit 20,14 s Landsmann Ashmeade geschlagen geben. Noch im Mai konnte er danach zwei Siege bei Diamond League Meetings einfahren. In Shanghai und New York gewann er in 20,18 s und 20,11 s. Über die von ihm selten gelaufenen 100 Meter ging er bei einem lokalen Meeting am 8. Juni an den Start. Seine persönliche Bestleistung verbesserte er dabei um fast eine halbe Sekunde auf 10,02 s. Bei den jamaikanischen Meisterschaften qualifizierte er sich mit neuer Bestleistung von 19,79 s hinter Usain Bolt für die Weltmeisterschaften in Moskau. Dieser gewann auch das Duell beim Pariser Meeting zwei Wochen später. Am 10. Juli siegte Weir mit 20,01 s vor Jason Young in Budapest, bevor er zwei Wochen darauf in London erneut vor Young mit einer Zeit von unter 20 Sekunden Erster wurde. Im Staffelwettbewerb des Londoner Meetings gewann er zusammen mit seinen Teamkollegen vom Racers Track Club in 37,75 s. Bei den Weltmeisterschaften in Moskau holte er mit egalisierter Bestleistung von 19,79 s die Silbermedaille hinter Usain Bolt. Zum Saisonabschluss gewann er das 200-Meter-Rennen in Brüssel vor Ashmeade und sicherte sich den mit 40.000 US-Dollar dotierten ersten Rang in der Diamond Race Wertung.

## Persönliche Bestzeiten
- 100 Meter: 10,02 s, 8. Juni 2013, Kingston, Jamaika
- 200 Meter: 19,79 s, 23. Juni 2013, Kingston, Jamaika
- 400 Meter: 46,21 s, 9. Februar 2013, Kingston, Jamaika
- 110 Meter Hürden: 13,65 s, 24. Juni 2007, Kingston, Jamaika

## Statistiken
Wind-legale 200-Meter-Zeiten unter 20 Sekunden (Maximal legaler Wind = 2 m/s)
| Zeit (s) | Wind (m/s) | Datum         | Ort      |
| -------- | ---------- | ------------- | -------- |
| 19,79    | 0,9        | 23. Juni 2013 | Kingston |
| 19,79    | 0,0        | 17. Aug. 2013 | Moskau   |
| 19,84    | 0,4        | 9. Aug. 2012  | London   |
| 19,87    | −0,2       | 6. Sep. 2013  | Brüssel  |
| 19,89    | 0,2        | 26. Juli 2013 | London   |
| 19,92    | 0,2        | 6. Juli 2013  | Paris    |
| 19,99    | 1,7        | 30. Juni 2012 | Kingston |